# Stazione meteorologica di Grosseto Centro
La stazione meteorologica di Grosseto Centro è la stazione meteorologica di riferimento relativa all'area urbana della città di Grosseto.

## Caratteristiche
La stazione meteorologica, del servizio idrografico regionale, si trova nell'Italia centrale, in Toscana, nel comune di Grosseto, a 16 metri s.l.m. e alle coordinate geografiche 42°45′N 11°06′E. La sua esatta ubicazione è a sud dell'abitato cittadino. Ad essa si è aggiunta nel 2004 una seconda stazione urbana, situata nel centro storico cittadino e gestita dal Lamma.

## Dati climatologici 1961-1990
In base alla media trentennale di riferimento climatico 1961-1990, la temperatura media del mese più freddo, gennaio, è di +7,7 °C; quella del mese più caldo, agosto, si attesta +23,6 °C.
Le precipitazioni medie annue, di 632 mm e mediamente distribuite in 71 giorni, presentano un minimo in estate ed un picco in autunno per l'accumulo e in inverno per il numero di giorni piovosi.
L'umidità relativa media annua fa registrare il valore di 72,3% con minimo di 66% a luglio e massimo di 79% a novembre.
L'eliofania assoluta media annua si attesta a 6,5 ore giornaliere (inferiore rispetto a quella che si registra nel corrispondente tratto litoraneo), con massimo di 10,8 ore giornaliere a luglio e minimo di 3 ore giornaliere a dicembre.
Il vento presenta una velocità media annua di 4,2 m/s, con minimo di 3,9 m/s a giugno e massimi di 4,5 m/s a febbraio e a marzo; le direzioni prevalenti sono di grecale tra settembre ed aprile e di libeccio tra maggio e agosto.
| Grosseto Centro (1961-1990)        | Mesi   | Mesi   | Mesi   | Mesi   | Mesi   | Mesi   | Mesi   | Mesi   | Mesi   | Mesi   | Mesi   | Mesi   | Stagioni | Stagioni | Stagioni | Stagioni | Anno |
| Grosseto Centro (1961-1990)        | Gen    | Feb    | Mar    | Apr    | Mag    | Giu    | Lug    | Ago    | Set    | Ott    | Nov    | Dic    | Inv      | Pri      | Est      | Aut      | Anno |
| ---------------------------------- | ------ | ------ | ------ | ------ | ------ | ------ | ------ | ------ | ------ | ------ | ------ | ------ | -------- | -------- | -------- | -------- | ---- |
| T. max. media (°C)                 | 11,7   | 12,9   | 14,9   | 17,7   | 21,8   | 25,7   | 29,1   | 29,3   | 26,2   | 21,8   | 16,5   | 12,5   | 12,4     | 18,1     | 28,0     | 21,5     | 20,0 |
| T. min. media (°C)                 | 3,6    | 4,2    | 5,5    | 7,9    | 11,5   | 15,0   | 17,8   | 17,9   | 15,3   | 11,8   | 7,5    | 4,5    | 4,1      | 8,3      | 16,9     | 11,5     | 10,2 |
| Precipitazioni (mm)                | 62     | 54     | 54     | 47     | 39     | 26     | 18     | 33     | 55     | 87     | 91     | 66     | 182      | 140      | 77       | 233      | 632  |
| Giorni di pioggia                  | 7      | 7      | 7      | 7      | 6      | 4      | 2      | 3      | 4      | 7      | 9      | 8      | 22       | 20       | 9        | 20       | 71   |
| Umidità relativa media (%)         | 75     | 72     | 71     | 74     | 72     | 69     | 66     | 68     | 71     | 75     | 79     | 76     | 74,3     | 72,3     | 67,7     | 75       | 72,3 |
| Eliofania assoluta (ore al giorno) | 3,5    | 4,4    | 5,1    | 6,3    | 8,2    | 9,3    | 10,8   | 9,6    | 7,4    | 6,0    | 3,8    | 3,0    | 3,6      | 6,5      | 9,9      | 5,7      | 6,5  |
| Vento (direzione-m/s)              | NE 4,3 | NE 4,5 | NE 4,5 | NE 4,4 | SW 4,0 | SW 3,9 | SW 4,1 | SW 4,1 | NE 4,0 | NE 4,0 | NE 4,2 | NE 4,0 | 4,3      | 4,3      | 4,0      | 4,1      | 4,2  |

## Temperature estreme mensili dal 1934 al 2010
Di seguito sono riportati i valori estremi mensili delle temperature massime e minime registrate dal 1934, anno in cui sono iniziate le rilevazioni termometriche presso la stazione originariamente soltanto pluviometrica, fino al 2010.
In base alle suddette rilevazioni, la temperatura massima assoluta è stata registrata il 20 agosto 1943 con +41,5 °C, mentre la minima assoluta di -10,0 °C è datata 11 gennaio 1985.
Tra i valori che si sono avvicinati ai massimi assoluti sono da segnalare i +41,0 °C del 9 agosto 1956, i +40,7 °C del 19 agosto 1943 e la soglia dei +39 °C che nell'estate 1947 è stata raggiunta o superata sia nel mese di giugno (record mensile) che in quelli di luglio ed agosto; tra i valori che si sono avvicinati invece ai minimi assoluti, è da segnalare il valore ricorrente di -8,0 °C, raggiunto il 16 febbraio 1956 e il 7 febbraio 1991 (record mensile di febbraio), il 5 marzo 1949 (record mensile di marzo) e il 31 dicembre 1996 (record mensile di dicembre).
| Grosseto Centro (1934-2010) | Mesi                    | Mesi              | Mesi        | Mesi              | Mesi        | Mesi        | Mesi              | Mesi        | Mesi        | Mesi        | Mesi        | Mesi                    | Stagioni | Stagioni | Stagioni | Stagioni | Anno  |
| Grosseto Centro (1934-2010) | Gen                     | Feb               | Mar         | Apr               | Mag         | Giu         | Lug               | Ago         | Set         | Ott         | Nov         | Dic                     | Inv      | Pri      | Est      | Aut      | Anno  |
| --------------------------- | ----------------------- | ----------------- | ----------- | ----------------- | ----------- | ----------- | ----------------- | ----------- | ----------- | ----------- | ----------- | ----------------------- | -------- | -------- | -------- | -------- | ----- |
| T. max. assoluta (°C)       | 20,0 (2002, 2004, 2007) | 24,5 (1991)       | 26,0 (1989) | 29,0 (2007)       | 37,0 (1945) | 41,0 (1935) | 39,5 (1945, 1947) | 41,5 (1943) | 37,0 (1943) | 31,5 (1946) | 25,5 (1968) | 21,0 (1979, 1994, 2003) | 24,5     | 37,0     | 41,5     | 37,0     | 41,5  |
| T. min. assoluta (°C)       | −10,0 (1985)            | −8,0 (1956, 1991) | −8,0 (1949) | −2,0 (1956, 2003) | 1,2 (1938)  | 5,6 (1955)  | 10,0 (1954)       | 10,0 (1972) | 7,0 (1977)  | 0,5 (1970)  | −5,5 (1973) | −8,0 (1996)             | −10,0    | −8,0     | 5,6      | −5,5     | −10,0 |

### Temperature estreme annue dal 1934 al 1998
Nella tabella sottostante sono riportati i valori delle temperature estreme annue registrate dal 1934 al 1998 (mancano i dati relativi al 1935, 1944, 1945 e 1946); per ogni anno vengono riportati anche i giorni in cui si sono registrati i relativi valori estremi.
- 1934: +34,5 °C (20 luglio); -3,0 °C (15 febbraio)
- 1935: non disponibile; non disponibile
- 1936: +36,5 °C (7 luglio); -3,2 °C (9 febbraio)
- 1937: +36,4 °C (9 agosto); -3,0 °C (12 gennaio)
- 1938: +40,5 °C (30 luglio); -7,0 °C (7 gennaio)
- 1939: +35,9 °C (21 luglio); -6,9 °C (31 dicembre)
- 1940: +34,5 °C (28 luglio); -5,4 °C (16 febbraio)
- 1941: +37,0 °C (26 luglio); -7,2 °C (29 dicembre)
- 1942: +36,5 °C (27 agosto); -7,0 °C (24 gennaio)
- 1943: +41,5 °C (20 agosto); -2,5 °C (19 gennaio)
- 1944: non disponibile; non disponibile
- 1945: non disponibile; non disponibile
- 1946: non disponibile; non disponibile
- 1947: +39,5 °C (29 luglio); -4,5 °C (22 gennaio)
- 1948: +35,0 °C (25 luglio); -3,5 °C (20 febbraio)
- 1949: +36,9 °C (8 agosto); -8,0 °C (5 marzo)
- 1950: +37,6 °C (20 luglio); -2,0 °C (21 dicembre)
- 1951: +34,7 °C (14 luglio); -2,5 °C (13 dicembre)
- 1952: +39,0 °C (8 luglio); -4,2 °C (20 gennaio)
- 1953: +36,3 °C (15 agosto); -5,0 °C (9 febbraio)
- 1954: +33,8 °C (26 luglio); -5,1 °C (26 gennaio)
- 1955: +37,0 °C (20 luglio); -3,5 °C (27 novembre)
- 1956: +41,0 °C (9 agosto); -8,0 °C (16 febbraio)
- 1957: +37,0 °C (8 luglio); -2,0 °C (15 gennaio)
- 1958: +39,0 °C (3 agosto); -2,0 °C (29 gennaio)
- 1959: +33,0 °C (24 luglio); -2,0 °C (11 gennaio)
- 1960: +34,0 °C (29 agosto); -2,5 °C (14 gennaio)
- 1961: +35,0 °C (11 agosto); 0,0 °C (9 febbraio)
- 1962: +36,0 °C (15 agosto); -4,0 °C (16 marzo)
- 1963: +33,1 °C (18 luglio); -5,6 °C (31 gennaio)
- 1964: +35,5 °C (29 agosto); -3,2 °C (19 gennaio)
- 1965: +35,0 °C (27 giugno); -4,4 °C (18 febbraio)
- 1966: +36,5 °C (13 agosto); -2,7 °C (9 gennaio)
- 1967: +36,0 °C (21 luglio); -4,2 °C (10 gennaio)
- 1968: +37,5 °C (11 luglio); -6,5 °C (15 gennaio)
- 1969: +33,2 °C (19 luglio); -2,5 °C (11 febbraio)
- 1970: +33,5 °C (7 agosto); -3,0 °C (26 dicembre)
- 1971: +35,0 °C (28 luglio); -4,0 °C (3 marzo)
- 1972: +34,0 °C (15 agosto); -0,5 °C (26 novembre)
- 1973: +34,5 °C (14 agosto); -5,5 °C (29 novembre)
- 1974: +38,0 °C (17 agosto); -1,5 °C (17 dicembre)
- 1975: +34,5 °C (18 settembre); -3,1 °C (25 novembre)
- 1976: +32,6 °C (23 giugno); -5,5 °C (29 gennaio)
- 1977: +31,5 °C (13 luglio); -2,0 °C (19 gennaio)
- 1978: +32,5 °C (4 agosto); -1,0 °C (9 gennaio)
- 1979: +33,0 °C (6 agosto); -6,5 °C (3 gennaio)
- 1980: +34,5 °C (3 agosto); -5,0 °C (9 dicembre)
- 1981: +38,0 °C (4 agosto); -5,5 °C (10 gennaio)
- 1982: +35,0 °C (18 luglio); -3,0 °C (23 febbraio)
- 1983: +38,0 °C (27 luglio); -3,0 °C (21 gennaio)
- 1984: +33,0 °C (6 agosto); -2,0 °C (12 gennaio)
- 1985: +37,0 °C (17 agosto); -10,0 °C (11 gennaio)
- 1986: +34,0 °C (30 luglio); -3,5 °C (11 febbraio)
- 1987: +36,0 °C (17 agosto); -6,5 °C (9 gennaio)
- 1988: +36,0 °C (28 luglio); -2,5 °C (18 dicembre)
- 1989: +34,5 °C (19 agosto); -2,0 °C (16 febbraio)
- 1990: +35,5 °C (23 luglio); -2,0 °C (6 gennaio)
- 1991: +36,5 °C (8 agosto); -8,0 °C (7 febbraio)
- 1992: +36,5 °C (8 agosto); -3,5 °C (18 febbraio)
- 1993: +36,5 °C (6 agosto); -4,0 °C (4 gennaio)
- 1994: +38,5 °C (5 agosto); -1,5 °C (30 gennaio)
- 1995: +37,5 °C (20 luglio); -3,0 °C (13 gennaio)
- 1996: +34,5 °C (11 giugno); -8,0 °C (31 dicembre)
- 1997: +35,0 °C (30 luglio); +0,5 °C (1º gennaio)
- 1998: +37,0 °C (11 agosto); -2,0 °C (9 dicembre)